# Hercule et l'Hydre
Hercule et l'Hydre est une petite peinture à tempera sur panneau (17 × 12 cm) du peintre de la Renaissance Antonio Pollaiolo, datant d'environ 1475 et conservée au musée des Offices à Florence.

## Histoire
L'œuvre, qui reprend le thème classique des travaux d'Hercule, est couplée à l'analogue Hercule et Antée, dans la même salle aux Offices. Le sujet de la datation de l'œuvre est très controversé. 
Les deux tablettes sont rapprochées pour la première fois en 1609 dans un inventaire de la maison Gondi à Florence, et réunies comme dans un diptyque. Il n'est pas certain que cet arrangement soit original, également en raison de la ligne d'horizon différente des deux scènes, mais les œuvres étaient sûrement destinées à une vision rapprochée, de par leurs petites dimensions et la richesse des moindres détails. Peut-être faisaient-ils partie de la décoration d'un studiolo privé. 
Volés tous les deux au Musée des Offices pendant la Seconde Guerre mondiale, ils ont été récupérés par Rodolfo Siviero à Los Angeles en 1963. En 1991, ils ont été restaurés. 

## Description et style
Selon la mythologie grecque, le deuxième des douze Travaux d'Hercule a été la mort de l'Hydre de Lerne, un monstre à neuf têtes de serpent. On voit ici le héros, vêtu de la peau du Lion de Némée, affronter le monstre avec sa massue.  

## Articles associés
- Hercule et Antée
- Hydre de Lerne
- Renaissance florentine

## Autres projets
- Wikimedia Commons contient des images et des liens sur Hercule et l'Hydre